# Гуадалупи (Сан-Томе и Принсипи)
Гуадалу́пи (порт. Guadalupe) — город, расположенный в северной части острова Сан-Томе (государство Сан-Томе и Принсипи). Город является восьмым по численности населения в стране: оно составляет 1734 человека (на 1 января 2005, оценка). Согласно переписи, в 2000 году в городе проживало 1543 человека. Является административным центром округа Лобата.